# تانگوی وحشی
تانگوی وحشی: سرانجام تانگوئیتو (به اسپانیایی: Tango Feroz: La leyenda de Tanguito‎) فیلم سینمایی محصول ۱۹۹۳ میلادی در آرژانتین است. این فیلم موزیکال به کارگردان مارسلو پینیرو ساخته شد و داستان آن به زندگی تانگوئیتو، یکی از اولین هنرمندان موسیقی راک در کشور آرژانتین می‌پردازد ("Tanguito" تنها نام مستعار و هنری این فرد بوده و مرتبط با موسیقی تانگو نمی‌باشد). فرنان میراس و سیسیلیا دوپاسو بازیگران ناشناختهٔ این فیلم، برای ایفای نقش‌هایشان در تانگوی وحشی معروف شدند و خود فیلم نیز تا سال‌ها به عنوان برترین فیلم آرژانتینی شناخته می‌شد.
داستان اثر تانگوی وحشی  به اعتیاد به مواد مخدر تانگوئیتو، رابطهٔ عاشقانهٔ او با ماریانا، دوستی او با مائوریسیو "موریس" بیرابنت و در نهایت به جنون دچار شدن و سال‌های پایانی زندگی‌اش می‌پردازد. در این فیلم هیچ‌یک از آهنگ‌هایی که توسط تانگوئیتو نوشته شده، مثل اثر به یاد ماندنی او "La balsa"، استفاده‌ای نشد، چون سازندگان فیلم موفق به کسب حق تکثیر آن نشدند. در عوض با استفاده از بسیاری دیگر از آهنگ‌های کلاسیک راک آرژانتینی این خلاء پر شد. اولیسس بوترون موسیقی متن و تیتراژ فیلم را خواند و اثر «عشق قوی‌تر است» (اسپانیایی: El amor es más fuerte‎) را برای آن ساخت.

## بازیگران
- فرنان میراس به عنوان تانگوئیتو
- سیسیلیا دوپاسو به عنوان ماریانا
- دیوید ماساخنیک به عنوان روسو
- ایمانوئل آریاس به عنوان انخل
- کریستینا بانگاس به عنوان مادر ماریانا
- آنتونیو بیرابنت به عنوان موریس
- لئوناردو اسباراگلیا به عنوان پدرو
- فدریکو دلیا
- اِکتور آلتریو به عنوان لوبو
- ارنستو آلتریو
- کارولا ملینا
- اومبرتو سررنو
- میرنا سوارز

## جوایز
تانگوی وحشی برندهٔ انجمن منتقدان فیلم آرژانتین سال ۱۹۹۴ در بخش‌های بهترین فیلم اول و بهترین موسیقی شد. همچنین توانست نامزد بخش بهترین فیلم شود، ولی جایزه را کسب نکرد. مارسلو پینیرو همچنین برنده جشنواره فیلم تورین در سال ۱۹۹۳ شد و مقام دوم بهترین فیلم سال ۱۹۹۳ در جشنواره فیلم هاوانا را کسب کرد.